# インガム郡 (ミシガン州)
インガム郡（英: Ingham County）は、アメリカ合衆国ミシガン州の郡である。人口は28万4900人（2020年）。郡庁所在地はメイソンであり、同郡で人口最大の都市は州都ランシングである。ランシングは郡庁所在地ではない州都として50州の中で唯一である。郡内にはミシガン州立大学、ランシング・コミュニティカレッジがあり、またクラスAマイナーリーグ野球のランシング・ラグナッツが本拠地にしている。

## 歴史
インガム郡は1829年10月29日にミシガン準州議会の法によって設立された。領域はシアワシー郡、ウォッシュトノー郡の一部と未編入領域を合わせた。管理上の目的で1838年までウォッシュトノー郡に付設されていたが、この都市に郡政府が設立された。
郡名はアンドリュー・ジャクソン大統領の政権でアメリカ合衆国財務長官を務めたサミュエル・インガムに因んで名付けられた。ミシガン州にはジャクソン内閣の閣僚の名をつけた郡が多く、インガム郡もその「内閣郡」の1つである。

## 地理
アメリカ合衆国国勢調査局に拠れば、郡域全面積は560.94平方マイル (1,452.8 km2)であり、このうち陸地559.19平方マイル (1,448.3 km2)、水域は1,75平方マイル (4.5 km2)で水域率は0.31%である。
郡全体は穏やかにうねった丘陵であり、標高は800フィート (240 m) から1,000フィート (300 m) である。最高地点はティースプーンヒルの1,056フィート (322 m) であり、レスリー市の北1.5マイル (2.4 km) にある。
グランド側が郡西側境界にそって北向きに蛇行しており、レッドシーダー川が郡北部を西に流れ、ランシングでグランド川に合流している。郡中央部の大半の水は北のレッドシーダー川に排水され、北側にある郡区の一部は南向きにレッドシーダー川に排水されている。ランシングでレッドシーダー川に北西から流れ込むシカモア・クリークが中部の水の大半を排水している。南部と西部の大半はグランド川に排水される。南東部隅はポーテージ・クリークとポーテージ川および一連の小さな湖を介して、ヒューロン川に排水されている。

### 交通

#### 空港
- 郡内にはキャピトル地域国際空港とメイソン・ジュウェット飛行場がある。

#### 鉄道
- アムトラック
- カナディアン・ナショナル鉄道
- CSXトランスポーテーション
- ノーフォーク・サザン鉄道

#### バス
- 州都地域交通公社 (CATA)
- グレイハウンド

#### 主要高規格道路
- 州間高速道路96号線
- 州間高速道路496号線
- 州間高速道路69号線産業道路、ランシング市とイーストランシング市に通じている
- 州間高速道路96号線産業道路、ランシング市に通じている
- アメリカ国道127号線
- 州都環状線
- ミシガン州道36号線
- ミシガン州道43号線
- ミシガン州道52号線
- ミシガン州道99号線
- ミシガン州道106号線
- ミシガン州道143号線
- ミシガン州道188号線

### レクリエーション
- ランシング川トレイル

### 隣接する郡
- シアワシー郡 - 北東
- リビングストーン郡 - 東
- ウォッシュトノー郡 - 南東
- ジャクソン郡 - 南
- イートン郡 - 西
- クリントン郡 - 北

## 人口動態
以下は2000年国勢調査による人口統計データである。
| 基礎データ - 人口: 279,320人 - 世帯数: 108,593 世帯 - 家族数: 63,744 家族 - 人口密度: 193人/km2（500人/mi2） - 住居数: 115,056軒 - 住居密度: 79軒/km2（206軒/mi2） 人種別人口構成 - 白人: 79.46% - アフリカン・アメリカン: 10.86% - ネイティブ・アメリカン: 0.55% - アジア人: 3.68% - 太平洋諸島系: 0.05% - その他の人種: 2.42% - 混血: 2.99% - ヒスパニック・ラテン系: 5.80% 先祖による構成 - ドイツ系：18.7% - イギリス系：10.1% - アイルランド系：8.4% - アメリカ人：6.4% 言語による構成 - 英語：90.0% - スペイン語：3.8% | 年齢別人口構成 - 18歳未満: 23.4% - 18-24歳: 18.5% - 25-44歳: 28.6% - 45-64歳: 20.1% - 65歳以上: 9.4% - 年齢の中央値: 30歳 - 性比（女性100人あたり男性の人口） - 総人口: 93.3 - 18歳以上: 90.1 世帯と家族（対世帯数） - 18歳未満の子供がいる: 29.8% - 結婚・同居している夫婦: 43.0% - 未婚・離婚・死別女性が世帯主: 12.1% - 非家族世帯: 41.3% - 単身世帯: 30.2% - 65歳以上の老人1人暮らし: 7.7% - 平均構成人数 - 世帯: 2.42人 - 家族: 3.04人 収入と家計 - 収入の中央値 - 世帯: 40,774米ドル - 家族: 53,063米ドル - 性別 - 男性: 40,335米ドル - 女性: 30,178米ドル - 人口1人あたり収入: 21,079米ドル - 貧困線以下 - 対人口: 14.6% - 対家族数: 8.3% - 18歳未満: 14.6% - 65歳以上: 6.6% |

## 郡政府
郡政府は郡監獄の運営、地方道の維持、地方裁判所の運営、権利譲渡と抵当権設定記録など重要記録の維持、公衆衛生規制の管理、福祉など社会サービスの項目で州の施策への参加を行う。郡政委員会は予算を管理するが、法や条例を作るのは限定付き権限である。ミシガン州では、警察と消防、建設と区画割、税評価、街路維持など地方政府の大半機能は個々の都市と郡区の責任である。

## 郡区
インガム郡は下記16の郡区に分割されている。

| - アレイドン - オーレリアス - バンカーヒル - デリー・チャーター | - インガム - ランシング・チャーター - レロイ - レスリー | - ロック - メリディアン・チャーター - オノンダガ - ストックブリッジ | - ビーベイ - ウィートフィールド - ホワイトオーク - ウィリアムズタウン |

## 都市と町
| 都市 - ランシング（大部分） - イーストランシング（大部分） - メイソン - 郡庁所在地 - レスリー - ウィリアムズトン | 村 - ダンスビル - ストックブリッジ - ウェバービル | 未編入の町 - エッジモントパーク - フィッチバーグ - ハズレット - ホルト - オキモス |